# گراردوس مرکاتور
گراردوس مرکاتور (انگلیسی: Gerardus Mercator؛ ۵ مارس ۱۵۱۲ – ۲ دسامبر ۱۵۹۴) یک جغرافی‌دان، کیهان‌نگار و نقشه‌نگار فلاندری بود. او بیشتر به دلیل ترسیم نقشه جهان ۱۵۶۹ بر پایه طرحی جدید که ناوبری دریایی با وضعیت ثابت (خط هم‌گوشه) را به‌عنوان خطوط مستقیم نشان می‌دهد، مشهور است، نوآوری که هنوز در نقشه‌های دریایی به کار می‌رود.